# Lunca (Mureș)
Lunca é uma comuna romena localizada no distrito de Mureș, na região histórica da Transilvânia. A comuna possui uma área de 85.20 km² e sua população era de 2721 habitantes segundo o censo de 2007.